# Macaduma castanea
Macaduma castanea är en fjärilsart som beskrevs av George Francis Hampson 1911. Macaduma castanea ingår i släktet Macaduma och familjen björnspinnare. Inga underarter finns listade i Catalogue of Life.